# Fred Hausdörfer
Friedrich (Fred) Hausdörfer (Den Haag, 7 maart 1916 – Bussum, omstreeks 14 juni 1974) was een Nederlands trompettist, pianist, dirigent en componist.
Hij was zoon van de Duitse kuiper Simon Hausdörfer en Cornelia de Gijsel (dochter van een bierbrouwersknecht) en had tot 1939 de Duitse nationaliteit; in dat jaar liet hij zich naturaliseren (Staatsblad van het Koninkrijk der Nederlanden 881). Hij huwde in dat jaar met Bertha/Lambertha Metz, van wie hij in 1948 weer scheidde.
Zijn muziekopleiding verkreeg hij aan het Conservatorium van Amsterdam en wel bij Sem Dresden; hij slaagde daar in 1935 en Dirk Speets. Als trompettist speelde hij bij de Groninger Orchest Vereeniging (GOV) (vanaf 1936) en het Orkest van de Nederlandse Radio(en Radio koperkwartet, vanaf 1939), maar trad ook op als solist. In 1934 speelde hij bijvoorbeeld als leerling al in de Kleine Zaal van het Concertgebouw. Hij was voorts docent aan de Asser Muziekschool Vereniging. Als dirigent leidde hij orkesten op de rand van klassieke muziek en lichte muziek. Hij schreef ook enkele werken zoals Trompet-capriolen, een galop voor trompet in bes (2e trompet ad lib.) en een Rapsodie voor trompet met begeleiding van blaas- en slaginstrumenten uit 1939.
Hij heeft daarbij een aantal plaatopnamen op zijn naam staan, onder andere met het Varieton Concert Orkest.
Hij was voorzitter van een vakbondsafdeling van het NVV voor musici bij radio en televisie in de tijd dat het NVV de Nederlandse Toonkunstenaarsbond had geroyeerd (1963). Aan het eind van zijn loopbaan was hij dirigent van amateurorkesten te Nunspeet en Bussum (Harmonie Crescendo).